# Zéro problème avec les voisins

Situation géographique de la Turquie

La politique zéro problème avec les voisins (en turc Komşularla Sıfır Sorun Politikası) constitue la doctrine de l'AKP en matière de politique étrangère et de défense de la Turquie dans son environnement régional. Cette politique est élaborée par Ahmet Davutoğlu dans son ouvrage Profondeur stratégique édité en 2001, où il établit le cadre théorique qui doit permettre à la Turquie d’accéder au rang de puissance globale en consolidant son rôle de pôle régional, notamment en établissant des relations étroites avec les pays arabes qui l’entourent.

## Doctrine
Dans ses principes, la politique zéro problème avec les voisins marque une rupture avec la diplomatie kémaliste en vigueur jusqu'en 2002, à savoir :
- son rôle de soutien actif aux puissances occidentales dans le contexte de la guerre froide jusqu'au début des années 1990, qui explique l'intégration de la Turquie dans l'OTAN dans le contexte de la guérilla menée par le Parti des travailleurs du Kurdistan (PKK), soutenu par l'Union soviétique jusqu'à la dissolution de cette dernière ;
- le processus d’intégration européenne, dont les ajournements et revers successifs ont conduit la Turquie à se tourner vers d’autres partenaires au Moyen-Orient ;
- la tenue à l’écart d’acteurs civils ou religieux en matière de politique étrangère et la prépondérance absolue de l'armée turque.

La Turquie républicaine, juge Davutoğlu, s'est coupée de son environnement géoculturel sans pour autant récolter de réelles contreparties comme le prouvent les rebuffades essuyées dans sa marche vers Bruxelles. La crise de Chypre en 1964 est révélatrice de cette situation. Ankara se retrouve isolée face à la Grèce qui peut paradoxalement compter sur le soutien des pays arabes et de l’opinion publique occidentale. En réalité, estime Davutoğlu, l’adhésion à l'Alliance atlantique aurait pétrifié la politique étrangère turque. L'ancienne politique kémaliste est assimilée à un alignement sur l'Occident.
L'émergence d'une diplomatie d'abord tournée vers les pays arabes, prenant en compte des affinités religieuses, est qualifiée soit de « restauration » par Ahmet Davutoğlu, soit de « néo-ottomanisme », dans les analyses critiques qui mettent en regard la diplomatie turque sous l'AKP et l'ancienne domination ottomane au Proche-Orient et ses rapports antagonistes avec l'Occident. Selon Davutoglu, chaque pays possède un bassin qui reflète son espace de manœuvre géostratégique. Héritière de l’empire ottoman, auréolée de son ancien titre de guide de la communauté islamique, la Turquie disposerait d’un large champ de manœuvre inexploité. En cercles concentriques cet espace s’étend de Sarajevo au Caire pour le premier, du Maroc à l’Indonésie pour le second.
Pour de nombreux spécialistes, cette doctrine loin d'avoir réussi s'est transformée à partir de 2011 en «zéro voisin sans problème»,. La Turquie loin d'avoir "zéro problème" avec ses voisins s'est retrouvée peu à peu isolée en grande partie à cause de son impérialisme et de son agressivité,.
Dans ses principes, la politique zéro problème avec les voisins établit cependant une continuité la politique extérieure kémaliste, non interventionniste, qui exclut a priori toute intervention armée en dehors du territoire turc.

## Changement de politique en 2016
L'universitaire français Olivier Roy analyse le revirement de la politique étrangère turque qui se concrétise en 2016 par le rapprochement avec la Russie et l'Iran. Alors que la Turquie s'était posée en « champion du sunnisme », tout en se montrant à la minorité kurde et favorable aux Chrétiens (suppression de la mention de la religion sur les cartes d'identité, restitution des terres du monastère Mor Gabriel...), « l'alliance soudaine avec la Russie et l'Iran contredit à la fois la référence ottomane et la référence islamiste ». La Turquie démantèle le réseau d'influence à l'étranger monté avec le réseau Gülen, pour se concentrer sur un endiguement des Kurdes et du PYD et abandonne le soutien aux sunnites de Syrie, concrétisé par la reprise de la ville d'Alep en décembre 2016 par les forces de Bachar el-Assad.